# Voltron, le défenseur légendaire
Voltron, le défenseur légendaire, (Voltron: Legendary Defender) est une série télévisée d'animation américaine créée par Lauren Montgomery et Joaquim Dos Santos, diffusée depuis le 10 juin 2016 via le réseau de streaming Netflix. La série est produite par World Events Productions (en) et DreamWorks Animation. La dernière saison fut diffusée le 14 décembre 2018.
Il s'agit d'un reboot de la série américano-japonaise Voltron, diffusée en 1984-1985.

## Synopsis
Venue des confins de l'Univers, une expédition de l'Empire Galra se rend sur Terre en quête d'un des cinq lions légendaires qui, une fois réunis, forment un robot de combat pratiquement invulnérable : Voltron, le défenseur de l'Univers. Le destin de quatre jeunes cadets de l'académie spatiale, Keith, Lance, Pidge, Hunk, ainsi que Shiro, un astronaute porté disparu, bascule quand ils sont enlevés et regroupés sur le Château des Lions, à des milliards d'années lumières de la Terre : ils y font la connaissance d'Allura, princesse altéenne, et de Caron, son mentor. Eux aussi recherchent les Lions légendaires afin de les soustraire à l'emprise de Zarkon, le puissant et cruel empereur Galra.
Les paladins localisent et apprivoisent les Lions les uns après les autres et se voient contraints de lutter contre l'empire Galra qui menace désormais la Terre.
Ensemble, ils doivent apprendre à se battre mais aussi à explorer les pouvoirs de Voltron afin de lutter efficacement contre leurs ennemis, se faire des alliés et en apprendre plus sur eux-mêmes et les autres.

## Personnages

### Principaux
Takashi Shirogane (appelé Shiro par ses proches)
Pilote spatial émérite, Shiro a été capturé par les Galra et est devenu gladiateur contre sa volonté. Il s'échappe et revient sur Terre pour y retrouver le Lion dissimulé et hérite du Lion Noir, ce qui fait de lui le leader de l'équipe. Il a vu son bras droit remplacé par une prothèse robotique contre son gré. À la suite de sa disparition, il perd la capacité de piloter son Lion qu'il confie à Keith, restant tout de même le leader informel de l'équipe. À son retour sur Terre, Shiro est attristé d'apprendre la mort de son ex compagnon Adam, tué au combat en luttant contre l'invasion Galra.
Keith
Exclu de l'académie à cause de sa nature rebelle, Keith est resté un pilote d'exception malgré son renvoi. Il a perdu son père, mort dans un incendie après la mystérieuse disparition de sa mère et il hérite du lion Rouge qu'il est seul à maîtriser avant de reprendre le Lion noir à la suite de la disparition de Shiro. Keith possède une lame héritée de sa mère ornée d'un motif Galra et apprend que sa mère était une extraterrestre. Keith quitte l'équipe un temps pour rejoindre la Lames de Marmora, se sentant plus à sa place dans la rebellion Galra. Il revient pour pallier la déficience définitive de Shiro à piloter son Lion et devient le leader officiel du groupe.
Lance
Pilote et sniper de talent, Lance est aussi imbu de lui-même et n'hésite pas à jouer de ses charmes malgré ses fréquent échecs en matière de séduction. Il se prend très au sérieux mais il est plus le comique involontaire du groupe. Lance est redoutable avec un fusil de précision et il a un faible très prononcé pour Allura, même s'il n'ose pas se déclarer de peur d'échouer. Pilotant à l'origine le Lion Bleu, il reprend le rouge à la promotion de Keith, laissant son Lion à Allura.
Katie Holt (surnommée Pidge)
Katie s'est inscrite à l'Académie sous un faux nom et en se faisant passer pour un garçon afin de pouvoir retrouver la trace de son père Samuel et de son frère aîné Matt, enlevés en même temps que Shiro par le Galra. Véritable petit génie et experte en informatique, elle arrive à pirater les systèmes les plus sécurisés en un rien de temps. Elle a grandement amélioré le Lion Vert en le dotant d'un système de camouflage optique qui le rend invisible. Katie finit par retrouver son frère qui préfère rester dans la résistance puis son père qui est renvoyé sur Terre pour y préparer les défenses contre une invasion imminente des Galra.
Hunk
Costaud et valeureux, Hunk ne cache pas non plus ses peurs et ses craintes, ce qui le rend prudent mais fiable dans les combats. Ingénieur de talent, c'est aussi un très bon cuisinier qui a tendance à faire trop à manger.
Princesse Allura
Fille du roi Alfor qui a par le passé créé Voltron, Allura dirige et contrôle le Château des Lions, un puissant vaisseau altéen. Elle est capable de se dissimuler comme un caméléon et possède des capacités télépathiques. Voulant s'impliquer plus dans la lutte contre Zarkon, elle devient le pilote du Lion Bleu malgré les réticences de Caron.
Caron
Conseiller royal d'Allura, Coran est aussi le petit-fils du concepteur du Château, ce qui lui donne une très bonne connaissance de ce dernier. Il est toujours de bon conseil mais il a facilement tendance à radoter au sujet du passé et à se montrer trop protecteur parfois envers Allura.
Empereur Zarkon
Souverain de l'Empire Galra, il a passé les 10 000 années précédentes à étendre son empire où il fait régner l'ordre et la terreur. Son besoin de retrouver Voltron devient une véritable obsession car il sait que le robot est le dernier obstacle vers le pouvoir absolu. Avant son accession au trône, Zarkon fut autrefois un des Paladins de Voltron, pilotant le Lion Noir dont il s'estime le propriétaire unique. Scientifique de talent, son désir d'améliorer la condition de son peuple le poussa à user de la Quintessence, une substance très énergétique issu du vide inter-dimensionnel. Malheureusement, son usage corrompt lentement les personnes qui en font un trop grand usage et Zarkon est lentement devenu un tyran cruel sous son influence.
Prince Lotor
Fils de Zarkon, Lotor est un jeune prince doué, intelligent et combatif. Il tente par tous les moyens d'impressionner son père mais son sang mêlé et la folie de Zarkon les font s'éloigner de plus en plus. Exilé par son père, Lotor le remplace sur le trône quand ce dernier est dans le coma. À son retour, il lui reproche ses échecs et le destitue de son rang. Lotor se range alors du côté de la rébellion et arrive à gagner la confiance des Paladins et d'Allura. En réalité, Lotor est plus perfide que son père et joue sur les deux tableaux. Il tue Zarkon pour s'emparer du trône mais il est démasqué quand une esclave altéenne révèle la réalité sur le devenir des derniers survivants, devenus des sujets de laboratoire sous son contrôle. Lotor disparaît dans un océan de Quintessence.
Haggar
Sorcière et conseillère de Zarkon, Haggar dirige les Druides, de puissants mages-guerriers, et manipule la Quintessence pour ses sortilèges en toute connaissance de cause. Originaire d' Altéa sous le nom d'Honerva, Haggar est aussi une ingénieure talentueuse qui a conçu la plupart des vaisseaux et des armes de Zarkon dont elle fut autrefois l'épouse et la mère de Lotor. Contaminée par la Quintessence, Honerva s'est lentement tournée vers les arts obscurs pour accroître sa puissance, devenant lentement Haggar et oubliant son passé et son lien avec Lotor.

### Secondaires
Amiral Sendak
Il s'agit d'un des plus loyaux commandants de Zarkon. Il rencontre les Paladins sur Altea et est le premier à faire face et à être vaincu par Voltron. Peu après, il tentera de s'emparer du Château des Lions mais se fera capturer avant de parvenir à s'évader. À la mort de Zarkon, il s'alliera avec Haggar pour poser sa candidature comme nouvel empereur des Galra. Ayant échoué face à Lotor, il se rebellera contre lui et fondera une puissante armée, la Flamme de la Purification, toujours aux côtés de Haggar. Après la mort de Lotor et la fuite de la sorcière galra, Sendak et ses troupes envahiront la Terre dans le but d'appâter et de capturer Voltron avant de détruire la planète. Il sera abattu par Keith lors de son ultime tentative pour anéantir la Terre.
Amirale Ellen Sanda
C'est la commandante de la Garnison Galactique, qui comprend notamment l'Académie spatiale d'où sont issus les Paladins de Voltron. Au retour du commandant Holt, elle s'efforcera de mener à bien l'étude des plans ramenés par le scientifique et de mettre à niveau les défenses terriennes. Cependant, elle refuse catégoriquement de rendre publique l'arrivée imminente des Galra par crainte de troubles, voire d'une guerre civile. Cependant, le commandant Holt parvient à rendre publique l'information, ce qui pousse la Terre à un élan d'unité qui surprend l'Amirale. Lors de l'invasion, elle mène l'effort de guerre, mais la Garnison reste dépassée par la puissance Galra malgré ses progrès technologiques et militaires. À l'arrivée des Lions de Voltron, particulièrement sceptique quant au plan pour stopper les Galra, elle préfèrera négocier en secret la capture des Lions en échange de la sauvegarde de la Terre. Mais les Galra n'ayant aucune intention de respecter leur parole, elle se sacrifiera pour permettre l'évasion et la victoire des Paladins.
Commandant Samuel Holt
C'est le père de Katie et de Matt. Scientifique de renom, il sera capturé par les Galras aux côtés de Matt et de Shiro et sera contraint de mettre ses compétences à contribution de l'effort de guerre Galra. Il servira de monnaie d'échange pour permettre à Zarkon de récupérer Lotor, mais il sera libéré et renvoyé sur Terre pour organiser la Garnison Galactique en vue de l'invasion inévitable des Galras. De retour sur Terre, il dirige la section Recherche et Développement pour mettre les défenses terriennes à jour, mais il entre en conflit avec l'Amirale Sandar sur la diffusion publique de l'arrivée imminente des Galras, l'Amirale craignant le chaos tandis que Holt y voit un catalyseur vers l'unité. Il finira par désobéir aux ordres et diffuser l'information, ce qui unira la Terre. À l'arrivée des Galras, il conduira la lutte et après la Libération de la Terre et le sacrifice de l'Amirale Sandar, il dirigera la Garnison Galactique.
Matt Holt
Le frère de Katie et le fils de Samuel et Colline, il fera partie de la première mission spatiale sur Pluton, où il sera capturé avec son père et Shiro par les Galras, libéré par la Résistance, il en deviendra l'un des leaders. Il sera retrouvé par Katie et rejoindra la Coalition Voltron, dirigeant les efforts de la Résistance. Il retournera sur Terre une fois la guerre terminée.
Kolivan
C'est le chef des Lames de Malmora, des rebelles Galras qui refusent la tyrannie de Zarkon. Opérant dans l'ombre, lui et son organisation luttent depuis des siècles contre l'Empire Galra de l'intérieur, infiltrant des postes clés et sabotant l'effort de guerre. À l'apparition de Voltron, ils formeront une alliance fragile avec les Paladins, mais celle-ci se renforcera au fil du temps. Il sera stupéfait de découvrir que Keith est à moitié Galra. Après la Mort de Lotor, et le chaos qui s'ensuit, lui et ses hommes seront traqués et massacrés par la Flamme de la Purification; cependant il s'en sortira et une fois la guerre terminé, il représentera les Galras aux côtés de Krolia au sein de la Coalition Voltron.
Krolia
C'est une infiltrée, occupant le poste de responsable de la sécurité dans un centre de recherche galra secret. Elle est en outre la mère de Keith, ayant rencontré son père lors d'une précédente mission sur Terre à la recherche du Lion Bleu. Elle commencera à élever Keith, mais rapidement une nouvelle expédition Galra débarque sur Terre et trouve le Lion. Elle parviendra à les éliminer, mais elle sera contrainte de repartir afin d'éviter d'attirer l'attention de son peuple vers la Terre. Elle croisera Keith bien des années plus tard, le reconnaissant rapidement, et ne tardera pas à lui avouer leur lien de parenté. Si au début la relation est compliquée, elle évoluera après que Krolia et Keith soient pris dans une distorsion temporelle qui les fera passer deux ans ensembles. Après la mort de Lotor, elle découvrira que les Lames de Malmora sont traqués et massacrés et aidera Kolivan à les reformer. Après la guerre, elle représentera les Galras avec Kolivan au sein de la Coalition Voltron.

## Distribution
- Josh Keaton (VF : Thierry D'Armor) : Takashi "Shiro" Shirogane
- Steven Yeun (VF : Lionel Ceclio) : Keith
- Jeremy Shada (VF : Benjamin Gasquet) : Lance
- Bex Taylor-Klaus (VF : Camille Timmermann) : Katie "Pidge Gunderson" Holt
- Tyler Labine (VF : Mathias Casartelli) : Hunk
- Kimberly Brooks (VF : Marie Nonnenmacher) : Princesse Allura
- Rhys Darby (VF : Olivier Destrez) : Coran / Caron
- Neil Kaplan (VF : Erik Stouvenaker) : Zarkon
- Cree Summer (VF : Chantal Baroin) : Haggar
- A.J. Locascio (VF : Rémi Caillebot) : Prince Lothor
- Jake Eberle (VF : Constantin Pappas) : Commandant Sendak
Version française

Société de doublage : Chinkel
Direction artistique : Gérard Dessalles
Adaptateur : Julie Leroy
 Source et légende : version française (VF) sur RS Doublage